# Туйдан (рух)

Обкладинка редакційної колекції статей «Дев'яти коментарів про комуністичну партію», що стали каталізатором виникнення руху «Туйдан» і які визначають філософію руху.

Туйдан (кит.: (піньїнь) Tuìdǎng yùndòng, укр. Виходь з партії або Відмова від партії) — китайський масовий громадський рух за вихід з Комуністичної партії Китаю. Рух виник у 2004 році після публікації серії статей під назвою «Дев'ять коментарів про комуністичну партію», опубліковані в газеті Велика Епоха (англ. The Epoch Times, кит.: (піньїнь) Dàjìyuán).
Рух започаткований послідовниками духовної практики Фалуньгун, яку режим компартії переслідує з 1999 року, однак серед учасників руху є як прибічники «Фалуньгуну», так і люди, що не практикують цю систему. Активістами руху також є відомі китайські правозахисники і дисиденти.
Туйдан («Відмова від партії») — символічний акт, за допомогою якого людина пориває будь-який зв'язок з компартією та її дочірніми організаціями (китайським комсомолом, піонерської організацією); при цьому він не обов'язково означає будь-які дії та повідомлення на адресу самої парторганізації. Активісти руху спрямовують зусилля на поширення статей «Дев'ять коментарів про комуністичну партію» і на ґрунтовні зміни ставлення китайців до комуністичної партії, вони вважають, що це приведе Китай до демократії.
Тан Байцяо, один з учасників студентського протесту на площі Тяньаньмень у Пекіні в 1989 році, нині активіст руху:
 У минулому люди хотіли змінити лише деякі аспекти політики компартії. Тепер усе по-іншому. Зараз люди хочуть, щоб вона швидко зникла, залишила владу. Негайно. Туйдан представляє людям дуже хороший спосіб зробити щось [в цьому напрямку]. Це ненасильницька форма опору

Всього з 2004 по 2012 рік газета «Велика Епоха» зібрала, понад 100 млн заяв про туйдане (оскільки учасники руху часто використовують псевдоніми, ці цифри неможливо перевірити).
Тан Байцяо, активіст руху:
 Туйдан являє собою опір жорстокому правлінню компартії і відмову від співпраці з нею. Це схоже на те, як чинив опір [правлінню Великої Британії] Ганді, його рух був ненасильницьким. Ось таке значення має Туйдан для Китаю. 
Ґо Ґотін, вигнаний з Китаю відомий правозахисник, тепер проживає в Канаді:
 За абсолютної влади жорстокої компартії, проносились одна за одною хвилі божевільних переслідувань і атак, проте ніколи не було такої організації або групи, яка відкрито б почала захищати свої законні права

## Реакція комуністичної партії
Комуністична партія, влада і державні органи безпеки відреагували на рух «Туйдан» запровадженням цензури і репресії, включаючи арешт десятків учасників. У 2005 році дослідження, що проводилися спільно вченими з Гарвардського університету, Кембріджського університету і Університету Торонто, виявили, що слова, пов'язані з рухом «Туйдан» були найбільш інтенсивно цензуровані в китайському інтернеті. У березні 2011 в журналі Народно-визвольна армії Китаю вийшла серія статей опублікованих з метою спростувати вимоги реформаторів, що визнанням того, що рух впливає на бойовий дух в армії.